# عائشة الفلاتية
عائشة الفَلاتِيّة (1905-24 فبراير 1974)، مغنية سودانية، وأحد أعمدة الغناء في السودان ومن رواد الفن الموسيقي ضمن الرعيل الأول من المغنيين السودانيين الذين سجلت لهم الإذاعة السودانية أغاني عند نشأتها، اشتهرت بمشاركتها في التوجيه المعنوي للجنود المحاربين في جبهات القتال في شرق أفريقيا وشمالها في صفوف الحلفاء إبان الحرب العالمية الثانية وتعتبر أيضا إحدى رائدات العمل الموسيقي النسوي في السودان.

## ميلادها ونشأتها
ولدت في حي العباسية بمدينة أم درمان في السودان في عام 1922 م، وإسمها بالكامل عائشة موسي أحمد إدريس، وهي هوساوية الأصل [بحاجة لمصدر] ولكن عرفت بالفلاتية نسبة للخلط الذي حصل في السودان بين قبائل الفولاني والهوسا والبرنو.
نشأت عائشة في بيئة دينية فقد تعلمت في خلوة أبيها قراءة القرأن وحفظه وكان والدها مقرءا للقرأن. وكانت عائشة تقرأ ولكنها لا تجيد الكتابة لذلك كانت تحفظ الإغنيات التي تؤلفها وتلحنها بنفسها وقد كانت سريعة الحفظ قادرة علي استيعاب التفاصيل.

## حياتها الخاصة
تزوجت عائشة وهي في سن مبكرة وأنجبت ولدا إلا أن زواجها لم يكتب له النجاح وأنتهى بالطلاق لتتفرغ عائشة تماماً لحياتها الفنية وتكرس باقي عمرها في الغناء والموسيقى.

## حياتها الفنية

### البدايات الأولى
كانت في بداية رحلتها في مشوار الغناء والطرب تحفظ الأ غاني الخفيفة التي تؤديها فرق البنات والفنانين المحليين بالحي في حفلات الزفاف وما شابهها من مناسبات اجتماعية.
وكانت تحب الغناء منذ صغرها وحفظ نصوص أغنيات كبار الفنانين في عهدها أمثال أحمد المصطفى وحسن عطية ومحمد أحمد سرور وتقلدهم في أدائهم، كما كانت كثيرة الاستماع للأغاني من الراديو وتمنت أن تغني في الإذاعة وهو حلم تحقق لها عندما سمع عنها حسين طه زكي مراقب الإذاعة في ذلك الوقت فأثني عليها ووافق علي تقديمها للمستمعين وهكذا غنت عائشة لأول مرة في الإذاعة السودانية أغنية بعنوان «البلاّل تزورني».
ولفت صوتها المطرب أحمد عبد الرازق الذي وضع لحنين لأغنيتين اشترك في آدائها معها في عمل ثنائي وكانت الأغنية الأولى بعنوان «الريدة الريدة» والثانية «يا جافي حرام». كما أدت عائشة الفلاتية أغنيات بالاشتراك مع الفنان عبد الحميد يوسف في أوبريت.

### رحلات القاهرة
سافرت عائشة الفلاتية إلى القاهرة أكثر من مرة لتسجيل أغانيها. وحول تسجيل أول رحلة لها إلى القاهرة ذكرت في مقابلة صحفية أجراها معها الصحفي السوداني رحمى محمد سليمان، بأنها أدت أغنية أمام مدير شركة اسطوانات من مصر يدعى ميشان جاء إلى السودان بحثاً عن أصوات سودانية وكان معجبا بصوت الفنان زنقار الذي أشار إليه بسماع اصوات مغنيات سودانية منهن الفنانة المعروفة باسم رابحة التُمْ تُمْ، واعتذرت رابحة ليتصل ميشان بمغنيات أخرى منهن أم الحسن الشايقية، وفاطمة خميس، وميري شريف وأخيرا عائشة الهوساوية.
وقد أعجب ميشان بصوت عائشة وطلب أن تسافر معه إلى القاهرة لتسجيل بعض الأغناني لكن والدها رفض ذلك بشدة، الأمر الذي اثار استيائها وحزنها لرغبتها في أن تغني وتشتهر بالغناء. تقول عائشة واصفة تلك اللحظات: «بكيت وزعلت، والخواجة يترجى أبوي وقال إنو مسؤول عن أي شيء يحصل لي.. وفي النهاية الخواجة عمل معانا عقد لعشرين أغنية بستين جنيه (..)وسافرت إلى مصر (..) وأول أغنية سجلتها كانت اسطوانة (يا حنوني عليك بزيد في جنوني)».
وشكلت رحلتها إلى مصر في عام 1936 م الانطلاقة الأولى لتسجيل أسطوانات أغنياتها والتي لاقت رواجاً ورافقها في الرحلة الفنان أبو حراز، أحد أعضاء الفريق الموسيقي لأغنياتها.
وقد تلقت عائشة تشجيعاً من كثيرين وعلى رأسهم الشاعر السوداني بشير عبد الرحمن والذي منحها قصيدة غنائية بعنوان «البنية ست العربية». وكان من المشجعين لها أيضا صاحب البازار السوداني كاتيفانيدس وإبنه ديمتري اللذان كانا يقومان بمهمة تسجيل أغنياتها وتوزيعها وكان معجبيها في مصر يطلقون عليها لقب (أم كلثوم السودان). وفي مصر التقت عائشة بالفنان اللبناني فريد الأطرش والملحن المصري رياض السنباطي الذي عرض عليها تلحين أغانيها لكنها أبلغته صعوبة أداء ألحانه لأنها تغني باللهجة السودانية.

## شهرتها ابان الحرب العالمية الثانية
اشتهرت عائشة بأدائها لأغنيات واناشيد حماسية للجنود السودانيين الذين كانوا يحاربون في صفوف الحلفاء تحت قيادة البريطانيين عندما كان السودان خاضعاً للاستعمار البريطاني. وتلقت في عام 1940 م دعوة من قبل إدارة الحكم الثنائي في السودان للسفر مع مطربين آخرين إلى مدينة أسمرا في إريتريا بهدف تقديم حفلات ترفيهية للجنود المرابطين في معسكرات خشم القربة والكيلو خمسة والكيلو ستة القريبة من تسني وامتدت رحلاتها حتى جبهة كرن في إريتريا حيث وقعت معارك بين القوات الإيطالية.
طلبت منها الحكومة السفر إلى ليبيا للترفيه عن الجنود في جبهة الكفرة واعتذرت ولكنها وعدت بالغناء للجرحى بمستشفى النهر في الخرطوم والعائدين من ميادين القتال فكانت أغنيتي «يجوا عايدين» و«الليمون سلامته برية».
ومن كلمات أغانيها في الدعاية الحربية للحلفاء:
خطرية بريطانيا
بريطانيا دولة قوية
بحرية سما
طيارة جاتنا تحوم
شايلة القنابل كوم
ضربت حمار كلتوم ست اللبن
طيارة جات من بدري
شايلة القنابل تجري

## مشاركاتها في الفعاليات الرسمية
كانت عائشة كثيرة المشاركة في الاحتفالات الرسمية والمناسبات التي تقيمها الدولة في السودان وكذلك بلدان أخرى مثل نايجيريا عندما وجهت إليها دعوة رسمية عن طريق وزارة الإعلام النايجيرية للمشاركة بأغانيها في احتفالات العيد الوطني لنيجيريا وهناك أدت أغنيات باللهجة المحلية وعلى أنغام السلم الخماسي السوداني وتجاوب معها الجمهور النايجيري ولاقت استحسانا عاماً وقبولا كبيرا هناك.

## ظهورها في الإذاعة
ظهرت عائشة الفلاتية بصوتها في استوديوهات الإذاعة السودانية التي كانت تقع في حي البوستة في أم درمان عام 1945 م لتقدم على الأثير أغنية بعنوان «أحبك يا مهذب» تلتها أغنية «أحب عيونك». وبثت الإذاعة السودانية بعد ذلك العديد من أغنياتها ومنها أغنيات المودة، وسفر الحبيب، والبرتقال، والممنوع وصالو، ومن دار الإذاعة، وشعب السودان، وبلادي حلوة، وصباح النور، وليالي العيد، والليمون وسمسم القضارف وغيرها.

## نصوص اغانيها
تعاملت عائشة مع عدد من الشعراء السودانيون الذين قدموا لها قصائدهم الغنائية في مقدمتهم الشاعر علي محمود التنقاري الذي كتب معظم أغانيها الشهيرة. وغنت عائشة قصائد للشعراء عبد المنعم عبد الحي، ومحمد علي أبو قطاطي، وبشير محسن، وعبد الرحمن الريح والسر قدور وغيرهم. كما كانت عائشة تقوم بنظم وتلحين الكثير من أغنياتها فضلا عن اغنيات ألفت نصوصها شقيقتها. وتميزت آغانيها ببساطة نصوصها وعمق معانيها.
تؤدي عائشة الهوساوية أغانيها باللهجة السودانية وتتركز موضوعاتها بشكل عام على الحب والشوق، إلا أن
نشاطها الفني لم يقتصر علي أداء الأغنية العاطفية فقد غنت أيضاً للمناسبات الاجتماعية كمناسبة العيد وشهر رمضان وأنشدت الأغاني الدينية والوطنية فيها مثل نشيد يا بلادي، وشعب السودان يا بطل، وبلادي حلوة.

## وفاتها
توفيت في فبراير / شباط عام 1974 م في أم درمان بالسودان.

## أعمالها الفنية
يقدر عدد اغنيات عائشة الفلاتية بأكثر من 100 أغنية منها 50 أغنية مسجلة في الإذاعة السودانية وحوالي 56 أغنية أخرى تم تسجيلها في القاهرة، إلى جانب بعض التسجيلات في القسم العربي لهيئة الإذاعة البريطانية في لندن وإذاعات الكويت والمملكة العربية السعودية وإثيوبيا والصومال، وقد سجل بريد المستمعين بالإذاعة السودانية أكثرا من مرة رقماً قياسياُ لأغانيها الناجحة ومن أشهرها المودة، وسافر حبيب الروح والبرتقال والممنوع وصاله.

### أغاني
- من دار الإذاعة
- الله لي
- الدار الما داري
- التجني
- الحب
- الليمون
- الممنوع وصالو
- يا حبيبي غبت عني
- الربيع
- الريدة
- الله بادن هلي با يكي با كووا ربوا با { أغنية هوساوية}
- سماري ين قسر هوسا { أغنية هوساوية }
- عني مالم
- عريسنا ورد البحر
- شوفتك غالية
- سمسم القضارف
- بلال تزورني مرة
- جفيت النوم
- غني يا طيور
- حبيب الروح
- ليه يا مرادي
- نحن حبايب
- صباحك نور
- سمسم القضارف
- وداع
- يا فتاة النيل
- يا حنوني
- يجو عايدين

## من اقوالها
1- شقيت وتعبت ووهبت عمري كله لوطني.
2- أنا وأخوي الكاشف.
3- عشة الفلاتية صبرت، مو كدي؟".... "مادامت كانت «صابرة،» فإن الله قد وفاها أجرها بغير حساب، لأنه تعالى قطع على نفسه عهدا لا بد أن يوفيه حين قال يوف الصابرون أجرهم بغير حساب.

## قالوا عنها
وصفها الصحفي السوداني رحمى محمد سليمان الذي أجرى معها مقابلة صحفية عند تقديمه لها لتحدثت عن لمحات من حياتها الفنية والاجتماعية ونشاطها الموسيقي وقال:
«عائشة الفلاتية أول سودانية تتمرد على تقاليد الحجاب وتقتحم الحياة العامة في شجاعة وجرأة قبل أكثر من نصف قرن من الزمان لتصبح مطربة مبدعة تردد الآفاق شهرتها، ثم تنجح نجاحاً منقطع النظير رغم منافسة أساطين الفن من الرجال الذين عاصرتهم، فعائشة الفلاتية سيدة ظلت إلى آخر رمق من حياتها تحتفظ في حرص بالغ على بعض معالم الربيع في قسمات وجهها الوضيئة، وهي خفيفة الدم حلوة الحديث، رقيقة الأحاسيس، لا تغيب الابتسامة الودودة من شفتيها الا لماماً، ولا تتعثر في اطلاق الدعابة الطلية المرحة في سرعة بديهة حاضرة دائماً».

## نموذج من أغاني عائشة الفلاتية
- أضغط للاستماع إلى أغنية سمسم القضارف[8]
- أضغط للاستماع إلى أغنيتها بلغة الهوسا تسجيل الإذاعة السودانية
- أضغط للاستماع إلى أغنيتها بلغة الهوسا تسجيل الإذاعة السودانية